# Жан-Батист Дюманжен
Жан-Батист Ежені Дюманжен (або Дю Манжен) (7 березня 1744 — 28 березня 1826) — французький лікар, який брав участь в остаточному лікуванні та розтині Людовика XVII, молодшого сина короля Людовика XVI і королеви Марії Антуанетти. Двома його улюбленими сферами були терапія та гігієна.

## Біографія
Належав до шампанського шляхетського роду дю Манжен. Його прадід Адам Бертен дю Рошере (1663-1736) заснував важливий торговий дім у місті Еперне та постачав шампанські вина по всій Франції, Росії, Голландії, Англії. По батьківській лінії був онуком Ніколя дю Манжен, шевальє Тюньї (1682-1759), лейтенанта легкої кавалерії королівської гвардії, збирача соляного сховища та головного капітан аркебуз'єрів Кормісі та Марія Луїза Бертен дю Рошере.
Жан-Батист Дюманжен народився в Шато-Тьєррі (Ена), син Жана Дюманжена (1710-1769), директора помічників, і Жанни Ежені де Ла Е де ла Гонньєр. Його прийняли як лікаря в Парижі 15 вересня 1768 року і зробили «acte de régence» 17 вересня того ж року. 1780 року він був обраний професором фармації на медичному факультеті та доктором Лікарні Шаріте (перейменованої на Хоспіс Єдності під час революційного періоду) у Парижі. Він працював там із Жаном-Ніколя Корвізаром (1755-1821), який став першим лікарем Наполеона та членом Національної академії медицини.
Він був редактором Journal de médecine, de chirurgie et de pharmacie (Журнал медицини, хірургії та фармації) з 1776 року.

## Політична діяльність
21 квітня 1789 року 367 громадян Асамблеї третього стану округу Сен-Жермен-л'Осерруа призначили Думанжина одним із 405 паризьких виборців, які з 12 по 18 травня взяли участь у виборах 20 депутатів третього стану, які представляють місто Париж у Генеральних штатах 1789 року.
18 травня 1789 року під час виборів абата Сієса він написав протест проти обрання священнослужителя зборами третього стану.
Був членом «Постійного комітету», створеного 13 липня при Ратуші для забезпечення прожитку та організації міліції; потім, через три тижні, він був членом «Тимчасового комітету поліції, безпеки та спокою» Парижа. Як член цього комітету він підписав указ про призупинення показу трагедії Марі-Жозефа Шеньє Charles IX, or St. Bartholomew's day (Карл IX або День святого Варфоломія).
Проте його політична активність пішла на спад. У березні 1790 року він і Гійотен попросили призначити їх лікарями паризької національної гвардії без жодної зарплатні. Він став членом Товариства друзів Конституції і приєднався до клубу Фельяни 18 липня 1791 року. Це було останньою та найрішучішою спробою поміркованих конституційних монархістів відвернути курс революції від радикальних якобінців.
Національні законодавчі збори (1 жовтня 1791) не включили Дюманжена до своїх лав. Під час терору перебував у розшуку.

## Імперія та Реставрація
У 1801 році Дюманжен був одним із двадцяти чотирьох членів Генеральної ради департаменту Сени, яка виконувала функції міської ради Парижа.
27 січня 1809 року, у віці 64 років, він одружився зі своєю третьою дружиною, 21-річною Анною де Косте де ла Кальпренед, віддаленою нащадкою Готьє де Коста, сеньйора де ла Кальпренеда.
Останній епізод протистояння Пеллетану та Дюманжену відбувся після Реставрації Бурбонів 1815 року. Дотримуючись традиції збереження королівських сердець, серце Людовика XVII було видалено та таємно вивезено під час розтину Пеллетаном. Таким чином, серце Людовика не було поховано разом з рештою тіла. Пеллетан зберігав таємно вивезене серце в дистильованому вині, щоб зберегти його. Однак через 8-10 років дистильоване вино випарувалося, і серце з того часу зберігалося сухим.
У 1817 році Пеллетан спробував подарувати серце Людовика XVII своєму дядькові, Людовику XVIII, оскільки король висловив намір висловити певну вдячність тим, хто виявив співчуття до його родини у скрутні часи. Але Пеллетан не згадав свого колегу Дюманжена: останній висловив своє невдоволення, і між двома лікарями виникла дискусія. У будь-якому разі, Людовик XVIII відмовився від «подарунку», бо не міг змусити себе повірити, що це серце його племінника. Потім Пеллетан передав серце архієпископу Парижа Гіацинту-Луї де Келену.
Після сорока років служби в лікарні, Дюманжен вийшов на пенсію в 1820 році в Сен-Прі, Валь-д'Уаз, поблизу Монморансі, де він помер 28 березня 1826 року у віці 82 років, не отримавши ордена Почесного легіону.